# Décembre 1935

## Événements
- Le Royaume-Uni cherche à normaliser la vie politique égyptienne, par le rétablissement de la constitution de 1923 et la conclusion d’un nouveau traité. Fouad Ier accepte cette évolution.

- 1er décembre : Lázaro Cárdenas, président de la République du Mexique.

- 5 décembre : première traversée de la Manche par un « Pou-du-ciel ».

- 6 décembre, France : dissolution des milices armées et des ligues.

- 9 décembre : premier vol du Curtiss SBC Helldiver.

- 12 décembre : le pilote français André Japy relie Paris et Saïgon en 3 jours et 15 heures pur 12 000 km sur un « Caudron Aiglon ».

- 17 décembre : premier vol du Douglas DC-3 surnommé Dakota.

- 18 décembre : 
  - Eleazar López Contreras, président du Venezuela (fin en 1941).
  - Edvard Beneš élu président de la Tchécoslovaquie (fin en 1938).

## Naissances
- 1er décembre : Woody Allen, acteur, scénariste et réalisateur américain.
- 3 décembre : Eddie Bernice Johnson, politicienne américaine († 31 décembre 2023).
- 6 décembre : Hichem Djaït, Historien, islamologue et penseur tunisien († 1er juin 2021).
- 7 décembre : Armando Manzanero, musicien mexicain († 28 décembre 2020).
- 8 décembre : Simão Sessim, homme politique brésilien († 16 août 2021).
- 9 décembre : Toni Santagata, chanteur italien († 5 décembre 2021).
- 10 décembre : Franck Fernandel, acteur, chanteur, écrivain, auteur-compositeur-interprète, producteur de télévision français et fils de Fernandel († 8 juin 2011)
- 11 décembre : Pranab Mukherjee, homme d'État indien  († 31 août 2020).
- 19 décembre : Julien Schepens, coureur cycliste belge († 16 août 2006).
- 21 décembre : 
  - Edward Schreyer, premier ministre du Manitoba et gouverneur général du Canada.
  - Delphine Zanga Tsogo, écrivaine camerounaise († 16 juillet 2020).
- 25 décembre : 
  - Amaury Epaminondas, footballeur brésilien († 31 mars 2016).
  - Samira Tawfiq, chanteuse et actrice libanaise.
  - Henk van der Grift, patineur de vitesse néerlandais.
- 30 décembre : Omar Bongo, président de la République gabonaise († 8 juin 2009).
- 31 décembre : Salmane ben Abdelaziz Al Saoud, roi d'Arabie Saoudite depuis 2015.

## Décès
- 1er décembre : Bernhard Schmidt, astronome et opticien estonien (° 1879).
- 4 décembre : Charles Richet, physiologiste français., lauréat du Prix Nobel (° 1850).
- 13 décembre, Victor Grignard, chimiste français, lauréat du Prix Nobel (° 1871).
- 16 décembre : Percy Carlyle Gilchrist, chimiste et métallurgiste britannique (° 1851).
- 25 décembre : Paul Bourget, écrivain, académicien français (° 1852).
- 29 décembre : Pierre Coste, religieux catolique, historien et biographe français.